# Aura Muzzo
Aura Muzzo (San Vito al Tagliamento, 12 aprile 1997) è una rugbista a 15 italiana, tre quarti centro del Lione.

## Biografia
Cresciuta nella ginnastica artistica, disciplina praticata per quattordici anni, Aura Muzzo passò al rugby venendo tesserata per il Pordenone e mettendosi in luce a livello internazionale nella disciplina a sette.
Nel 2017, insieme al passaggio alla formazione di serie A del Villorba, giunse anche la convocazione, da esordiente assoluta, nella nazionale italiana in occasione della Coppa del Mondo in Irlanda, anche se in corso di torneo non fu mai schierata.
Il debutto in nazionale avvenne il 19 novembre successivo a Biella in un test match contro la Francia perso 21-41, e a seguire giunse la conferma internazionale con quattro incontri nel Sei Nazioni 2018.
Il debutto in Coppa del Mondo avvenne nel 2022, quando si disputò l'edizione 2021 in Nuova Zelanda rinviata di un anno per via della pandemia di COVID-19.
Dopo gli scudetti 2024 e 2025 con Villorba, si è trasferita in Francia al Lione e ha ricevuto la convocazione per la sua terza Coppa del Mondo consecutiva con l'Italia.

## Palmarès
- Campionati italiani: 3
Villorba: 2018-19, 2023-24, 2024-25